# Johann Friedrich Stengel

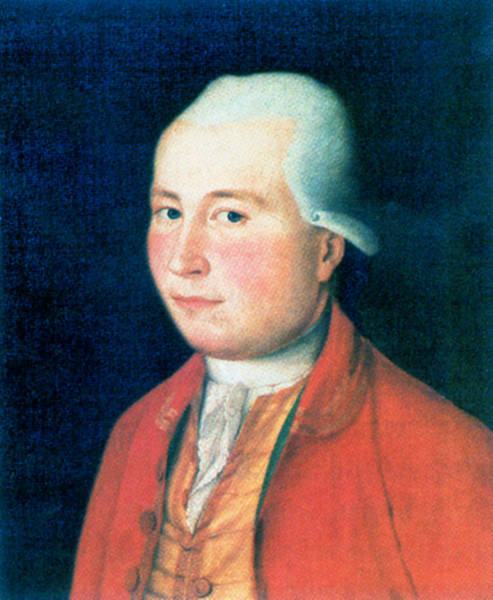
Anonymes Porträt von Johann Friedrich Stengel

Johann Friedrich Stengel, ab 1776 Fjodor Fjodorowitsch Stengel (* 5. August 1746 in Saarbrücken; † ca. 1830 in Sankt Petersburg) war ein deutscher Architekt und kaiserlich-russischer Hofbaumeister.

## Leben
Johann Friedrich Stengel wurde 1746 als erster Sohn des Architekten und Nassau-Saarbrücker Baudirektors Friedrich Joachim Stengel geboren. Sein jüngerer Bruder war der Architekt Balthasar Wilhelm Stengel.
Über seine schulische und berufliche Ausbildung ist nichts bekannt, eine Ausbildung als Architekt durch seinen Vater zwischen 1764 und 1769 gilt als wahrscheinlich. Um 1769 trat er als Baumeister in die Dienste der Grafen von Nassau-Saarbrücken und arbeitete unter seinem Vater. Dabei war er vor allem Bauleiter bei Reparaturarbeiten und bei Neubauten nach einem Entwurf seines Vaters tätig. So arbeitete er an Schloss Ludwigsberg, an der Ludwigskirche, an den Häusern am Ludwigsplatz in Saarbrücken, hatte die Bauleitung bei der evangelischen Kirche in Jugenheim in Rheinhessen, der evangelischen Kirche im elsässischen Berg und dem evangelischen Pfarrhaus in Heusweiler. Außerdem beaufsichtigte er die Reparaturarbeiten an verschiedenen herrschaftlichen Gebäuden in der Grafschaft Saarwerden, wie an Schloss Lorentzen.
1774 wurde sein erster eigener Entwurf umgesetzt: der Neubau der evangelischen Kirche in Niederlinxweiler. Noch im gleichen Jahr erhält er allerdings seine Demission. Ob er entlassen wurde oder selbst kündigte, ist nicht bekannt. Im Januar 1776 begann Stengel seinen Dienst bei Katharina II. in Russland als kaiserlich-russischer Hofarchitekt in Twer. Fortan nannte er sich Fjodor Fjodorowitsch Stengel. Nach einem verheerenden Brand im Jahr 1763 wurde Twer nach westeuropäischem Vorbild wiederaufgebaut. Nach Stengels Entwürfen und unter seiner Leitung entstanden Sozialbauten, ein Schloss für die Zarin und zwischen 1777 und 1783 ein Schloss für den Metropoliten in Trechswatskoje. Außerdem baute er von 1778 bis 1783 den Gouvernementspalast.
Im März 1784 wechselte Stengel mit seiner Familie nach St. Petersburg und leitete eine Bronzefabrik, die zur Bauhütte der Isaakskathedrale gehörte, aber auch private und staatliche Aufträge übernahm. Gleichzeitig war Stengel auch als Architekt tätig und übernahm Reparaturarbeiten an den Zarenpalästen. Nach der Krönung Pauls I. im Jahr 1796 schloss die Bronzefabrik. Stengel übernahm die Leitung der Neuordnung der Plankammer des zaristischen Baukontors, deren Bestände vor allem die Zarenpaläste in und um St. Petersburg betrafen. Nach dem Antritt von Zar Alexander I. bat Stengel um eine neue Tätigkeit als Architekt, die jedoch unbeantwortet blieb. Stengel arbeitete dann als Bankarchitekt in der Darlehensbank in St. Petersburg, wo er um 1830 starb.

## Werke
- 1769–1771: Bauleitung beim Bau der Evangelischen Kirche in Jugenheim in Rheinhessen
- 1770: Reparatur der Saarbrücke zwischen Herbitzheim und Keskastel
- 1770: Bau der Ludwigskirche in Saarbrücken
- 1770–1773 Bauleitung beim Bau der Evangelischen Kirche in Berg
- 1771: Sanierung von Schloss Lorentzen
- 1771: Erneuerung des Turmhelms der katholischen Pfarrkirche St. Michael in Püttlingen
- 1774: Entwurf eines Kohleschuppens bei Rußhütte (Saarbrücken)
- 1774: Bauleitung beim Bau des Evangelischen Pfarrhauses in Heusweiler
- 1774: Entwurf der Evangelischen Kirche in Niederlinxweiler, Ausführung von J. H. J. von Waldner
- 1764–1767: Bau des Schlosses der Kaiserin in Twer
- 1776–1784: Entwurf von Wohnhäusern in Twer am Wolgaufer
- 1777–1781: Bau eines Seniorenheims, des Arbeitshauses und anderer Sozialbauten in Twer
- 1777–1783: Bau eines Schlosses für den Metropoliten in Trechswatskoje
- 1778–1783: Bau des Gouvernementsgebäudes
- 1779–1785 Bau eines Krankenhauses

## Auszeichnungen und Ehrungen
- 1782: Ernennung zum Ehrenrat
- 1793: Ernennung zum Hofrat
- 1799: Ernennung zum Kollegienrat
- 1807: Ernennung zum Staatsrat